# Cacciatore bianco, cuore nero
Cacciatore bianco, cuore nero (White Hunter Black Heart) è un film del 1990 diretto da Clint Eastwood.
Il film è un racconto sottilmente camuffato delle esperienze dello scrittore Peter Viertel mentre lavorava al famoso film La regina d'Africa del 1951. Il personaggio principale, lo sfacciato regista John Wilson, interpretato da Eastwood, è basato sulla vita reale del regista John Huston. Jeff Fahey interpreta Pete Verrill, un personaggio basato su Viertel. Il personaggio di George Dzundza è basato sul produttore del film Sam Spiegel. Il personaggio di Marisa Berenson, Kay Gibson e il personaggio di Richard Vanstone, Phil Duncan, sono basati rispettivamente sui celebri protagonisti Katharine Hepburn e Humphrey Bogart.
È stato presentato in concorso al 43º Festival di Cannes.

## Trama
Nei primi anni '50, Pete Verrill viene invitato dal suo amico, il regista John Wilson, a riscrivere la sceneggiatura per l’ultimo progetto di Wilson: un film con il titolo provvisorio di "The African Trader". Il vivace e irriverente Wilson convince il produttore Paul Landers a girare completamente il film in Africa, anche se ciò sarebbe estremamente costoso. Wilson spiega a Verrill che la sua motivazione per questo non ha nulla a che fare con il film - Wilson, un cacciatore per tutta la vita, vuole realizzare il suo sogno di andare in safari in Africa; acquista persino un set di fucili da caccia finemente lavorati e li addebita allo studio. 
All’atterraggio a Entebbe, Wilson e Verrill trascorrono diversi giorni in un hotel di lusso mentre Verrill finisce la sceneggiatura e Wilson organizza il safari. Verrill si ritrova a provare simpatia per Wilson dopo che quest’ultimo lo difende contro un ospite che fa osservazioni antisemite di fronte a Verrill (che è ebreo) e sfida il manager dell’hotel a una rissa dopo averlo visto insultare e sminuire un cameriere nero per aver rovesciato una bevanda. I due uomini discutono costantemente sulle modifiche alla sceneggiatura di Verrill, in particolare sulla sua insistenza che Wilson non usi il suo finale originale previsto, dove tutti i personaggi principali vengono uccisi sullo schermo.
Wilson assume un pilota per volare lui e Verrill al campo di caccia della guida safari Zibelinsky e del suo tracciatore africano Kivu, con cui Wilson lega rapidamente. Il regista unità del film, Ralph Lockhart, è anche presente e insiste affinché Wilson inizi la pre-produzione prima dell’arrivo del cast, a cui Wilson risponde che lo farà dopo aver sparato a un grosso elefante. Verrill diventa gradualmente disincantato con Wilson, che continua ad andare a caccia nonostante la sua ossessione e sembra completamente indifferente al successo del suo film. Si chiede persino perché Wilson vorrebbe uccidere una bestia così magnifica. Wilson rimprovera Verrill e lo accusa di “giocare sul sicuro” e di non voler rischiare nulla. Chiama la caccia un “peccato per cui puoi ottenere una licenza” e non cerca di convincere Verrill altrimenti quando minaccia di dimettersi e tornare a Londra. Landers arriva a Entebbe e insiste affinché Verrill resti, rivelando che lo studio rischia la bancarotta se il film non viene terminato. Quando Verrill ritorna, viene informato da Lockhart che Wilson, senza consultare nessuno, ha deciso di spostare l’intera produzione nel villaggio natale di Kivu nonostante Landers abbia speso la maggior parte del budget su un set prefabbricato.
Il cast, ora incapace di soggiornare in hotel, si reca al campo di Zibelinsky e trova Wilson ad aspettarli con un banchetto sontuoso. Umilia Landers e approfitta di diversi giorni di pioggia per riprendere il suo safari, ora accompagnato dal cacciatore di elefanti professionista Ogilvy. Verrill segue dopo che Wilson lo deride nuovamente per codardia. Wilson finalmente ha la sua occasione di uccidere il tanto bramato elefante (un altro grosso elefante con zanne leggermente più corte), ma quando arriva il momento di sparare, scopre improvvisamente che non riesce a premere il grilletto. L’elefante carica improvvisamente dopo aver visto il suo piccolo avvicinarsi troppo a Wilson, e Kivu cerca di spaventarlo solo per essere mortalmente infilzato dalle sue zanne.
Wilson, orripilato dalla morte di Kivu, torna al set. Vede i villaggi che battono i tamburi e chiede a Ogilvy cosa significano. Ogilvy risponde che stanno comunicando a tutti come Kivu è morto: “cacciatore bianco, cuore nero” a ripetizione. Riconoscendo che è in definitiva colpevole di ciò che è successo, Wilson dice a Verrill che aveva ragione e che il finale va cambiato. Seduto sulla sua sedia da regista mentre gli attori e la troupe si preparano a girare la scena di apertura, un Wilson ora demoralizzato mormora silenziosamente “Azione”.

## Produzione
Il film venne prodotto dalla Malpaso Productions, Rastar Pictures e Warner Bros.

## Accoglienza
Il film incassò al botteghino 2,3 milioni USD, a fronte di un budget stimato di 24 milioni USD.